# Andrea del Castagno
Andrea del Castagno (pseudonym Andrea di Bartolo di Simone, také Andrea dal Castagno di Mugello (mezi 1419, 1421 až 1423 Toskánsko – 19. srpna 1457 Florencie , Itálie) byl florentský renesanční malíř. Jeho první životopisec Giorgio Vasari v knize Životy nejvýznačnějších malířů, sochařů a architektů znal mnohá později zničená díla, ale také uváděl smyšlené údaje, například, že Andrea zavraždil malíře Domenica Veneziana. V jeho díle se odráží vliv první generace renesančních umělců, sochařů Donatellova okruhu a malíře Masaccia. Maloval především chrámové fresky, větší část z nich se nedochovala.

## Život a dílo

### Dětství
Andrea del Castagno se narodil přesně nedoloženého data mezi léty 1419–1423 v přesně nedoloženém místě, protože v té době Florencie válčila s Milánem, a proto se rodina střídavě uchylovala do pevnosti Corella v městečku Dicomano nebo do města San Godenzo, resp. do jeho místní části Castagno. Tam se otec Bartolo di Simone di Bargilla s rodinou natrvalo přestěhoval v roce 1436. Přídomek této obce si Andrea ponechal i později, když se přestěhoval do Florencie. Vasari uvádí, že del Castagnovi zemřel otec v útlém věku, jiné zdroje uvádějí, že jej otec přežil. Také zmiňuje, že po smrti otce se del Castagno usadil u svého strýce. Ten jej nechal pást dobytek, protože Andrea byl hbitý, čilý a nebojácný. Vasari uvádí, že se v této době dostal k malování – potkal jednoho z venkovských malířů, který maloval pro nějakého venkovana jakýsi svatostánek. Andreu to velmi zaujalo, přihlížel a chtěl začít také malovat. Proto začal kreslit uhlem nebo rýt špičkou nože po zdech a kamenech figury a zvířata. Byl tak zručný, že se informace o jeho umění začaly šířit, až k florentskému velmoži Bernadettovi de Medici. Ten se byl nadšen z jeho umu a pohotovosti. Proto mu nabídl odjet na studium do Florencie, kde by se zdokonalil v umění kresby a malby u jednoho z mistrů, který se tehdy považoval za nejlepší. Andrea si oblíbil zejména kresbu, malbě a barevnosti nedával takový význam, což nakonec výsledným pracím ubíralo na kvalitě a půvabu. Jeho silnou stránkou bylo znázorňování pohybu postav. Zvláště v mužských i ženských hlavách, jež se vyznačují vážným výrazem a výstižnou kresbou.

### Rané dílo
Andrea zahájil samostatnou uměleckou dráhu velmi brzy, jeho prvními doloženými pracemi jsou podobizny florentských rebelů poražených v červnu 1440 v bitvě u Anghiari. Namaloval je téhož roku na žádost městské rady na fasádu Palazzo del Podesta Signoria ve Florencii pro výstrahu jako oběšence. Jimi si vysloužil přezdívku Andrea degl’Impiccati – tedy Andrea oběšenců. Interiéry Palazzo del Podesta vyzdobil výjevy triumfu Medicejských nad rody Peruzziů a Albizziů. Později spolupracoval v Benátkách s málo známým malířem Francescem da Faenza. Z raných prací se v křížové chodbě kostela San Miniato nedochovala freska Odchodu sv. Miniata a sv. Crescia odcházejícího od rodičů v . Dále maloval nedochované fresky v křížové chodbě a v kostele San Benedetto za branou Pitti, byly strženy při obléhání Florencie. V roce 1440 pracoval v křížové chodbě kláštera Santa Maria degli Angeli na scéně Ukřižování s Pannou Marií, sv. Janem, sv. Benediktem a sv. Romualdem, která byla přenesena do špitálu při kostele Santa Maria Nuova a dnes je umístěna v Museo del Castagno. V kostele Santa Trinita namaloval sv. Ondřeje, dílo se však nezachovalo. V jeho obrazech lze vidět vliv Masacciova téměř vědeckého realismu a Donatellovy sochařské linie.

### Benátky

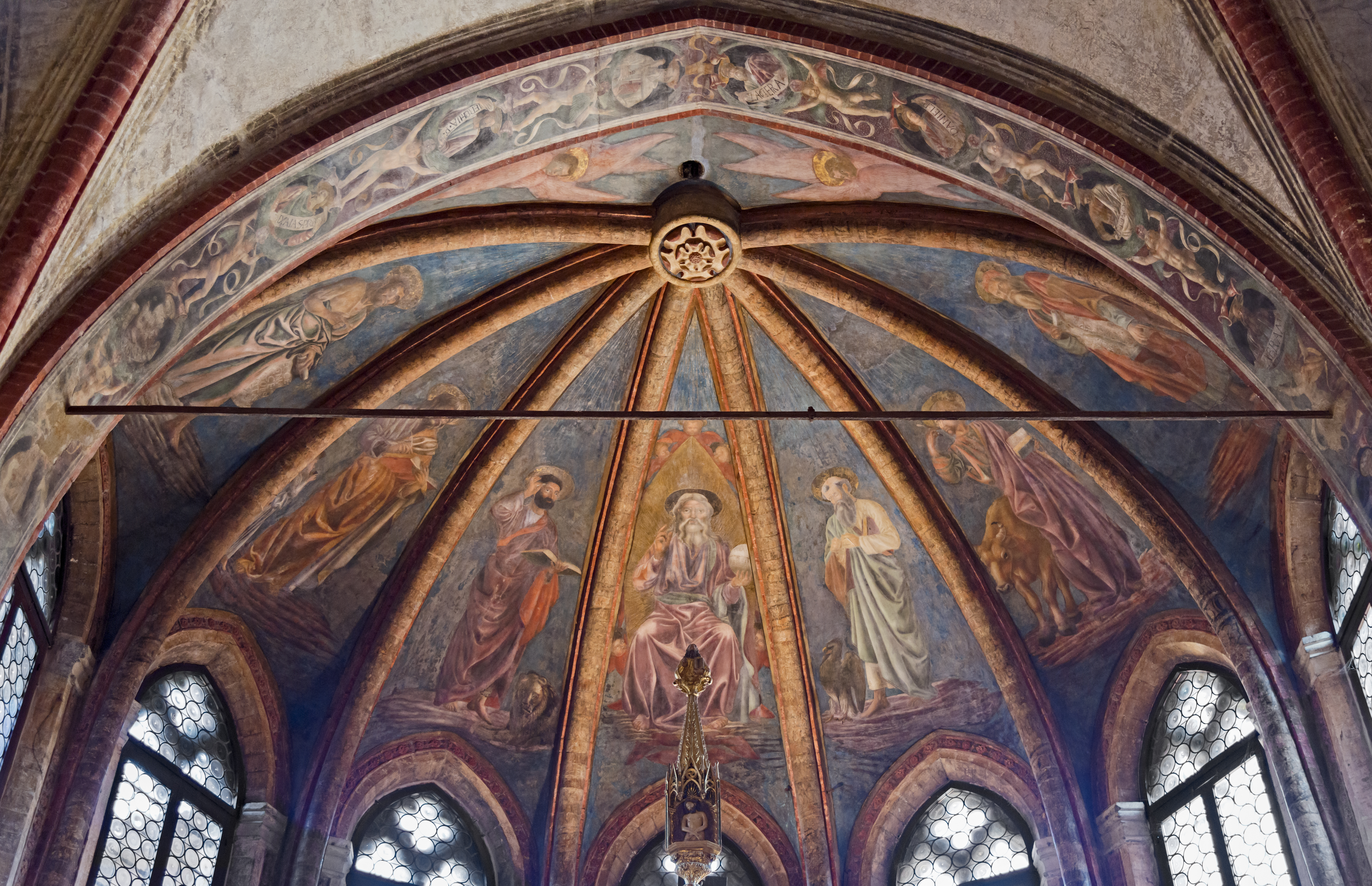
Apsida kaple v kostele San Zaccaria

V letech 1442–1443 je dobře zdokumentována přítomnost a práce Andrey del Castagno. Roku 1442 vytvořil v kostele San Zaccaria na klenbě apsidy kaple sv. Tarasia fresku trůnícího Boha Otce mezi čtyřmi evangelisty, apoštoly Petrem a Pavlem a Janem Křtitelem. Jeho malířský styl zde ovlivnilo plastické vyjádření objemu postav a gesta Donatellových soch a sumární pojetí robustních postav podle Masacciovy malby. Toto dílo neznamenalo pouze příchod raně renesančních florentských proudů do Benátek, aly bylo i jedním z prvních děl, které del Castagno datoval a signoval. V benátském kostele Svatého Marka byla podle jeho kartónu provedena mozaika Smrti Panny Marie.

### Florencie
Andrea byl dne 30. května 1445 přijat za člena malířského cechu sv. Lukáše ve Florencii, a tak se zařadil mezi respektované mistry. Kolem roku 1447 své nmistrovství potvrdil cyklem fresek Kristových pašijí ve dvou pásech na stěně refektáře florentského klášterního kostela SantʼApollonia. V horním poškozeném pásu to jsou Ukřižování, Snímání z kříže a zejména Zmrtvýchvstání Krista, který svou sošně modelovanou figurou opouští hrobku, špatně střeženou dvěma spícími vojáky, třetí se probudil a s údivem přihlíží zjevení. Pozadí tvoří reálná příroda, která neodvádí pozornost od hlavního výjevu. O několik let později namaloval Piero della Francesca v Borgo San Sepolcro Kristovo zmrtvýchvstání obdobné Castagnovu rozvrhu perspektivy v dokonalé rovnováze proporcí, prostoru a světla.

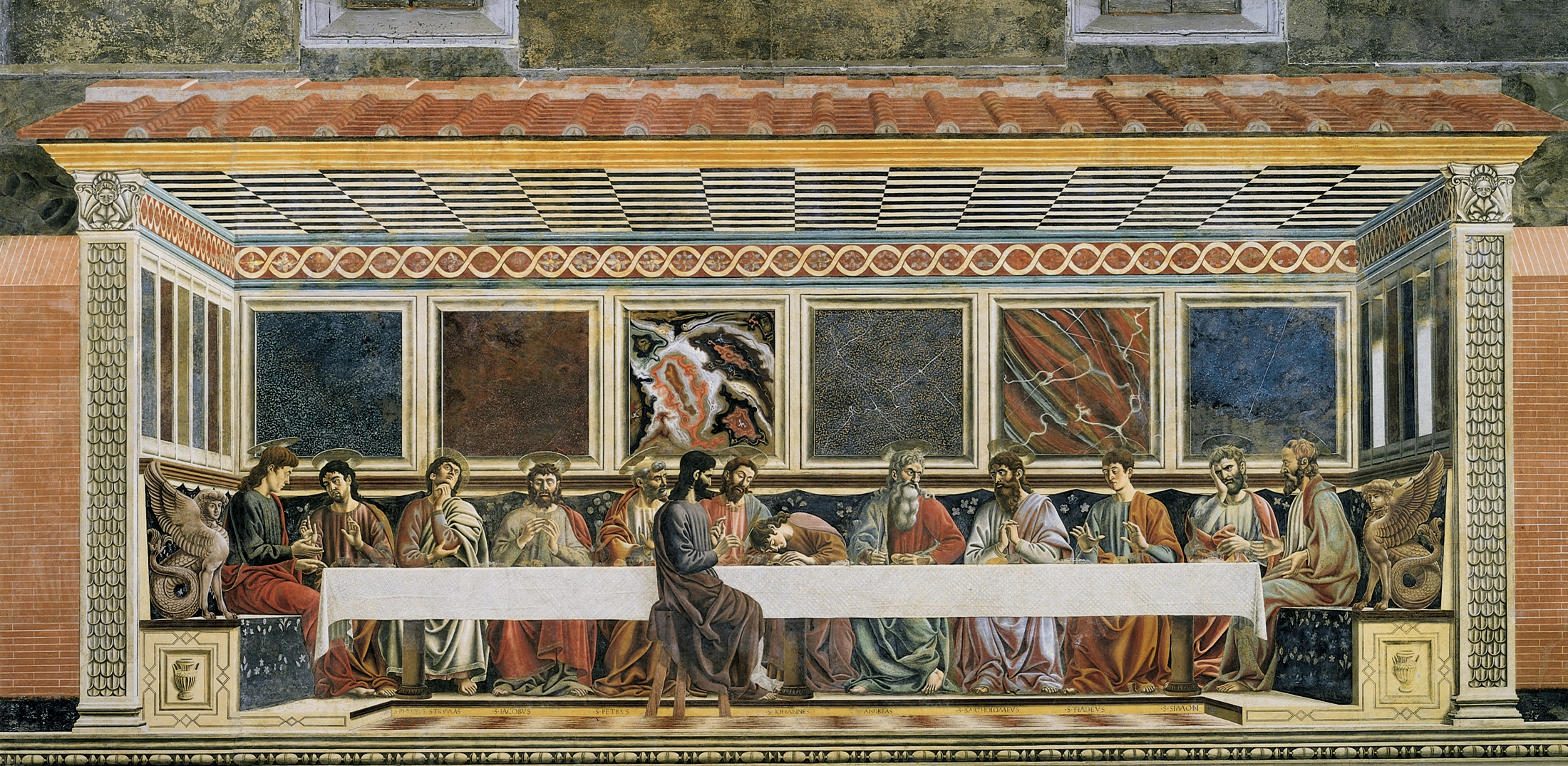
Poslední večeře Páně

 Nejslavnější a pro stravovací účel refektáře nejbližší je spodní pás malby s Poslední večeří Páně. Při nedávném restaurování byly odkryty původní živé barvy. Kompozice má geometricky přesně vymezený interiér v kukátkové perspektivě, s dokonalou iluzí obkladu deskami z pestrobarevných mramorů. Uprostřed široké tabule v sedí Kristus a proti němu Jidáš Iškariotský s černými vlasy a vousy jako symbolem zlých úmyslů. V mělkém prostoru má tabuli s téměř abstraktním bílým ubrusem těsně u diváka, řeholníci si k němu mohli přistavit stůl a podlehnout iluzi, že sedí s apoštoly v jednom prostoru. Postavy jsou znázorněny realisticky podobně jako Donatellovy sochy. Více než idealizované postavy večeřící v tricliniu připomínají sedláky u stolu. V letech 1445 až 1448 Andrea vytvořil lunetový deskový obraz pro hlavní oltář kostela Santa Lucia de´Bardi, na němž Madona s dítětem mezi sv. Janem Křtitelem, sv. Zenobiem, sv. Františkem a sv. Lucií. Dnes se práce nachází ve florentské galerii Uffizi. Týž námět provedl pro rodinu Pazziů jako fresku v hradní kapli v Trebbiu (Val di Sieci).
V letech 1449–1451 pracoval v Legnaji na výzdobě vily Carducciů a od roku 1475 Pandolfini (pro Pandolfa Pandolfiniho). Vyzdobil zde síň cyklem 12 fresek na dřevěných panelech, a to slavných historických osobností, mytologických postav, mužů i žen a doprovodné dekorace. Spojil humanistického ducha tehdejší doby se zájmem o lidskou figuru. Postavy vystupují díky perspektivnímu pojetí z rámu a realistický vzhled umocňuje monumentalita a téměř životní velikost. Ze slavných mužů a žen je šest význačných Floreňtanů, státníků a básníků: Filippo Spagna degli Scolari zvaný Pippo Spano, Farinata degli Uberti, Niccolo Acciaiuoli, Dante Alighieri, Francesco Petrarca, Giovanni Boccaccio, mytické ženy Eva, královna Ester, Kumská Sibyla a Královna Tomyris. Pracoval zčásti podle své fantazie a také podle skutečnosti. Všechny postavy jsou zasazeny do iluzivního rámu a vzájemně jsou odděleny pilastry, takže vypadají jako sochy. Skupina byla doplněna o Adama s Evou, Madonu s dítětem a několika putti, držícími věnce a girlandy. Andrea chtěl zachytit především humanistický ideál tehdejší doby – v každé postavě se spojuje fyzická síla, morální kvality a inteligence, které mají dohromady utvářet dokonalou lidskou bytost. Technika freskové malby na dřevě umožnila transport bez poškození do galerie Uffizi ve Florencii.

### Pozdní dílo

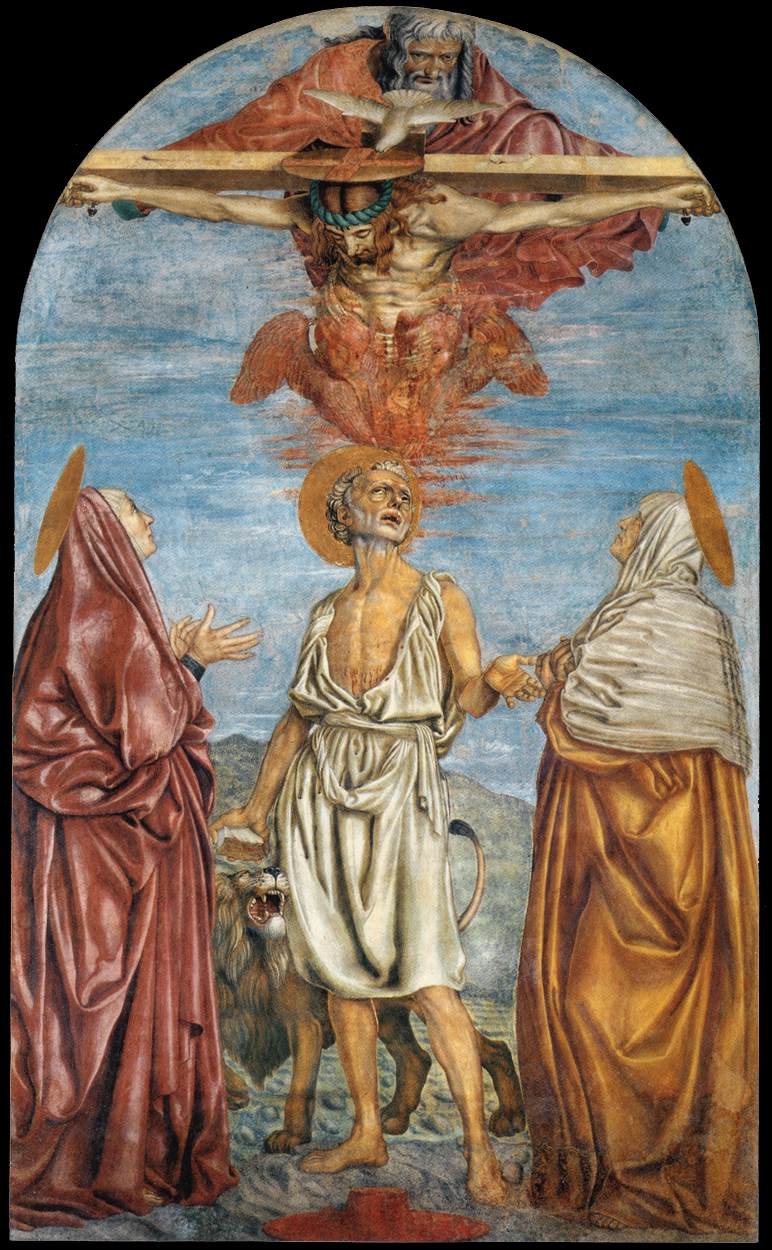
Zjevení Stolice Boží moudrosti sv. Jeronýmovi, sv. Pavle Římské a sv. Eustochii

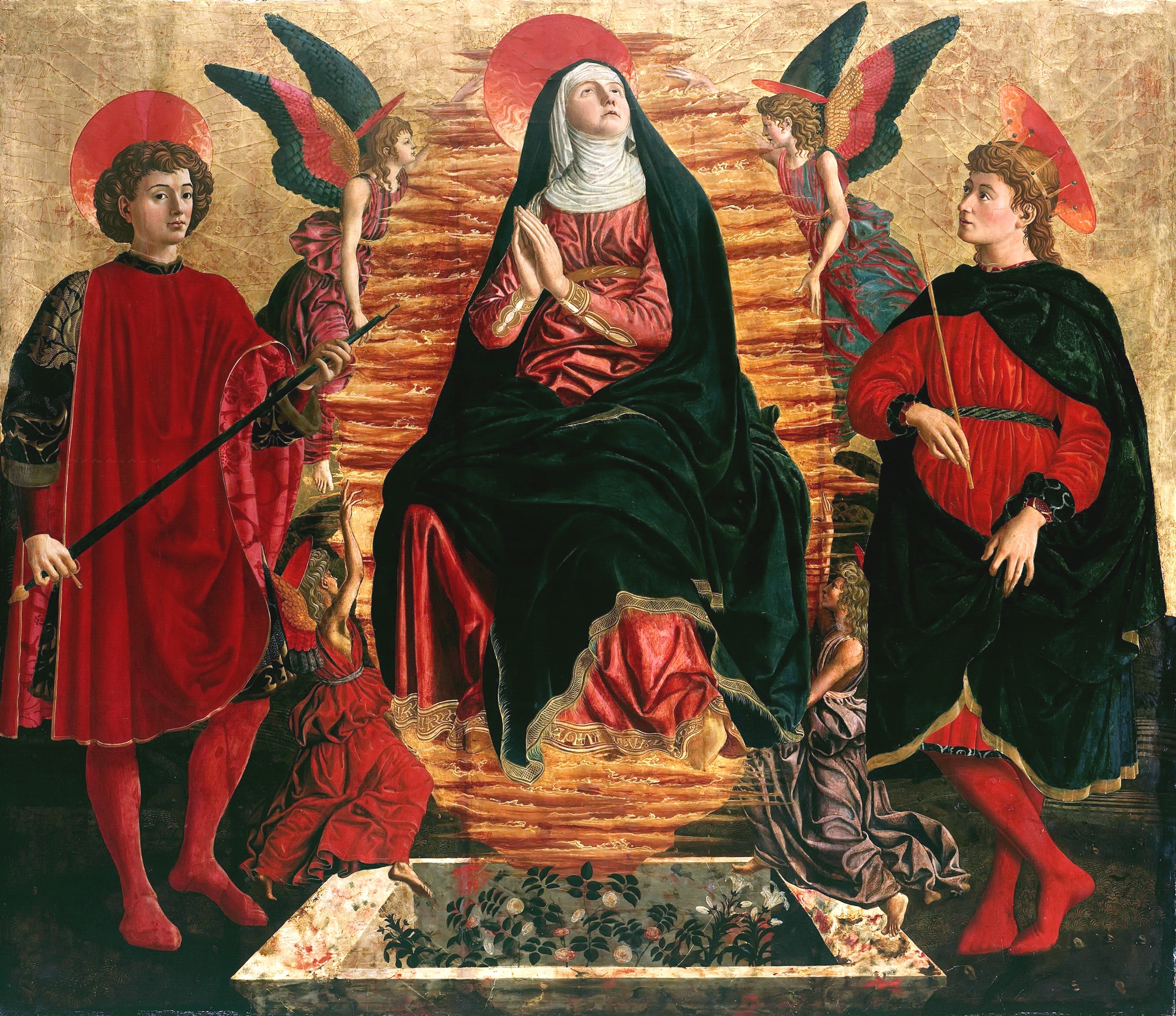
Nanebevzetí P. Marie mezi sv. Miniatem a sv. Julianem, 1449–1450

Olejovými barvami pro kostel San Miniato za branami Florencie Castagno namaloval v letech 1449–1450 oltářní desku Nanebevzetí Panny Marie mezi sv. Miniatem (jako princ s korunou) a sv. Julianem (rytíř s mečem), zakoupenou roku 1821 do Berlína. Mariinu postavu v zářivé, téměř ohnivé mandorle, pozdvihují k nebi andělé. Jejich nahé paže dokonale zachycují anatomii lidského těla, založenou na kreslířské zručnosti. Také pracoval v Scarperii u Mugella, kde namaloval Milosrdenství, zničené již za Vasariho života.
V kostele SS. Annunziata florentských servitů pracoval na freskách ve třech plochých výklencích v různých kaplích. V kapli zasvěcené sv. Julianovi provedl výjevy ze světcova života s mnoho postavami a se psem v perspektivní zkratce. V kapli sv. Jeronýma namaloval roku 1453 ikonograficky ojedinělý mystický výjev Zjevení Stolice Boží moudrosti (což je trůnící Bůh Otec který drží v rukou kříž s ukřižovaným Kristem) svatému Jeronýmovi a jeho dvěma žačkám, sv. Pavle Římsé a její dceři sv. Eustochii. Kromě odvážné perspektivní zkratky (v níž následoval Masaccia), pomocí které pojednal Nejsvětější Trojici jako těleso letící těsně nad hlavami světců, znázornil pustinu palestinské pouště, v níž zobrazení svatí skutečně žili. Třetí kapli dal postavit Orlando de Medici a Andrea zde zpodobnil Lazara, Martu a Magdalénu. Pro jeptišky z kláštera San Giuliano namaloval fresku Ukřižování s Pannou Marií, sv. Dominikem, sv. Juliánem a sv. Janem Evangelistou. V kapli Cavalcantiů florentského kostela Santa Croce namaloval sv. Jana Křtitele a sv. Františka Serafínského. V témže kostele namaloval fresku s Krista bičovaným u sloupu v perspektivně podané lodžii s ubíhajícími sloupy, křížovými klenbami a kosočterečnými stěnami. Výjev zaujal expresivními postoji pacholků bičujících Krista, kontrastem jejich nenávistných vzteklých tváří oproti trpělivému, pokornému Kristovi. Freska byla poničena již za Vasariho života a zničena koncem 17. století. Poté pracoval na hřbitově u kostela Santa Maria Nuova na nedochovaném výjevu se sv. Ondřejem. Díky této práci v roce 1457 dostal zakázku na Poslední večeři Páně pro refektář téhož kostela, zničenou pravděpodobně v 18. století. Andrea těmito pracemi získal přízeň rodiny Portinariů a správce tamějšího špitálu, a vyzdobil pak část chóru kostela Sant´Egidio. Vasari uvádí, že pracoval společně s Alessiem Baldovinettim a s Domenicem Venezianem, se kterým se špatně snášel, protože mu záviděl slávu a pozornost publika, kterou sám neměl. Je to ovšem omyl, nepotkali se. Domenico Veneziano tam maloval v letech 1434–1441 (například spolupracoval zde s Pierem della Francesca), Andrea teprve od ledna 1451 do září 1453.
Mezi jeho poslední dochovaná díla patří Jezdecký portrét florentského vojevůdce Niccola da Tolentino z roku 1456 v Santa Maria del Fiore ve Florencii. Vytvoření této fresky si u malíře objednala florentská katedrála, která tímto epitafem uctila památku kondotiéra, který pomáhal chránit Florencii. Andrea si vzal za vzor dílo Paola Uccella z téže florentské katedrály. Obě díla se ale dosti liší – tam, kde Andrea dokázal postavě propůjčit mimořádnou dynamiku, vypadal Uccellův jezdec a kůň jako by stáli zcela ohromeni. Del Castagno vytvořil toto dílo velmi naturalisticky a zejména anatomii koně namaloval velmi přesně a detailně. V chóru špitálu Santa Maria Nuova namaloval Andrea fresku Zvěstování, kde zpodobnil letícího anděla, což bylo do té doby neobvyklé. Také zde namaloval Smrt Panny Marie s tělem ležícím na márách, kolem kterých stojí apoštolové, v jejichž tvářích vidíme radost z toho, že Pannu Marii vzal Kristus na nebesa a zároveň hořkost, že musejí zůstat na zemi bez ní. Mezi apoštoly se objevují také andělé se svícny v rukou. V této sérii obrazů zpodobnil podle skutečnosti Rinalda degli Albizzi, Puccia Pucciho, Falganaccia a klečícího správce kostela – Bernarda di Domenico della Volta. Namaloval zde i sám sebe – v tondu jako Jidáše Iškariotského.
Andrea del Castagno zemřel 19. srpna 1457 na mor v nedožitých čtyřiceti letech. Byl pohřben ve florentském kostele Santissima Annunziata.

## Galerie

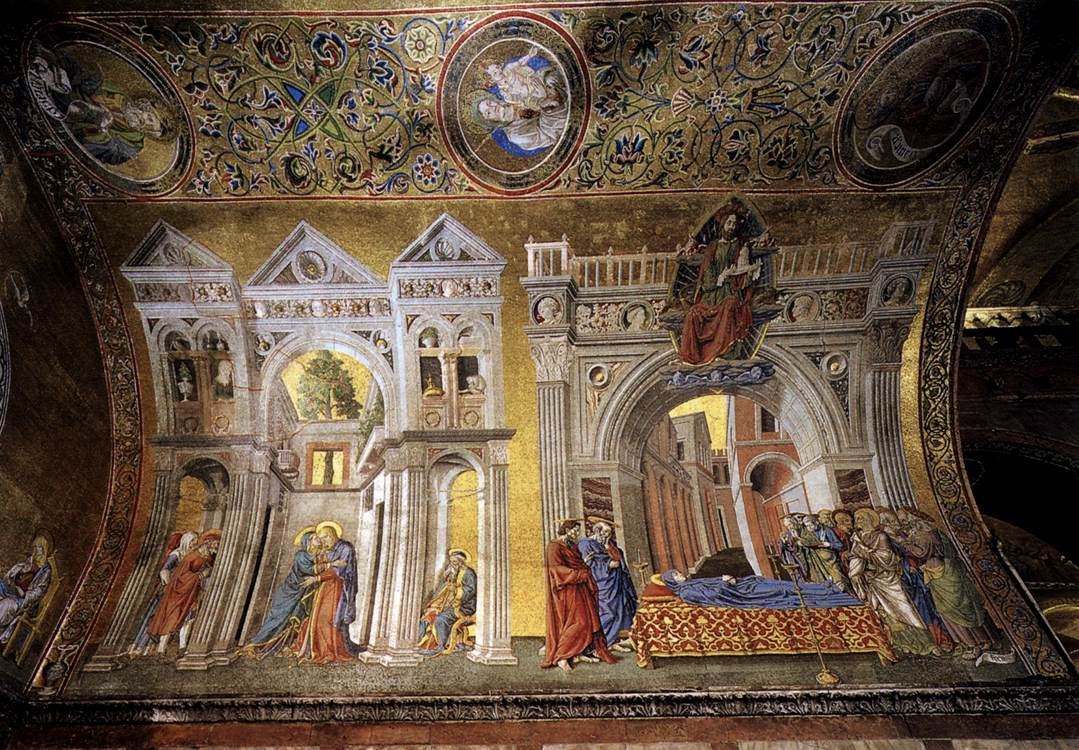
Život Panny Marie, mozaika, 1442-1443, San Marco, Benátky
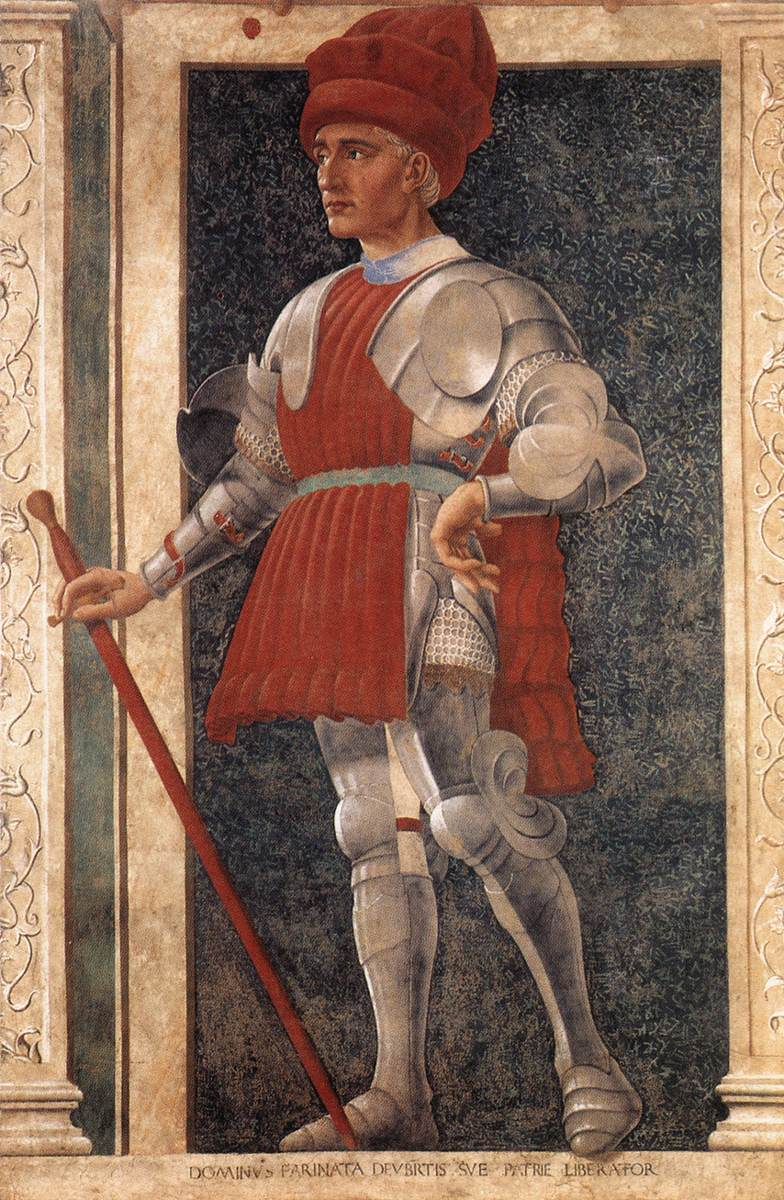
Kondotiér Farinata degli Uberti
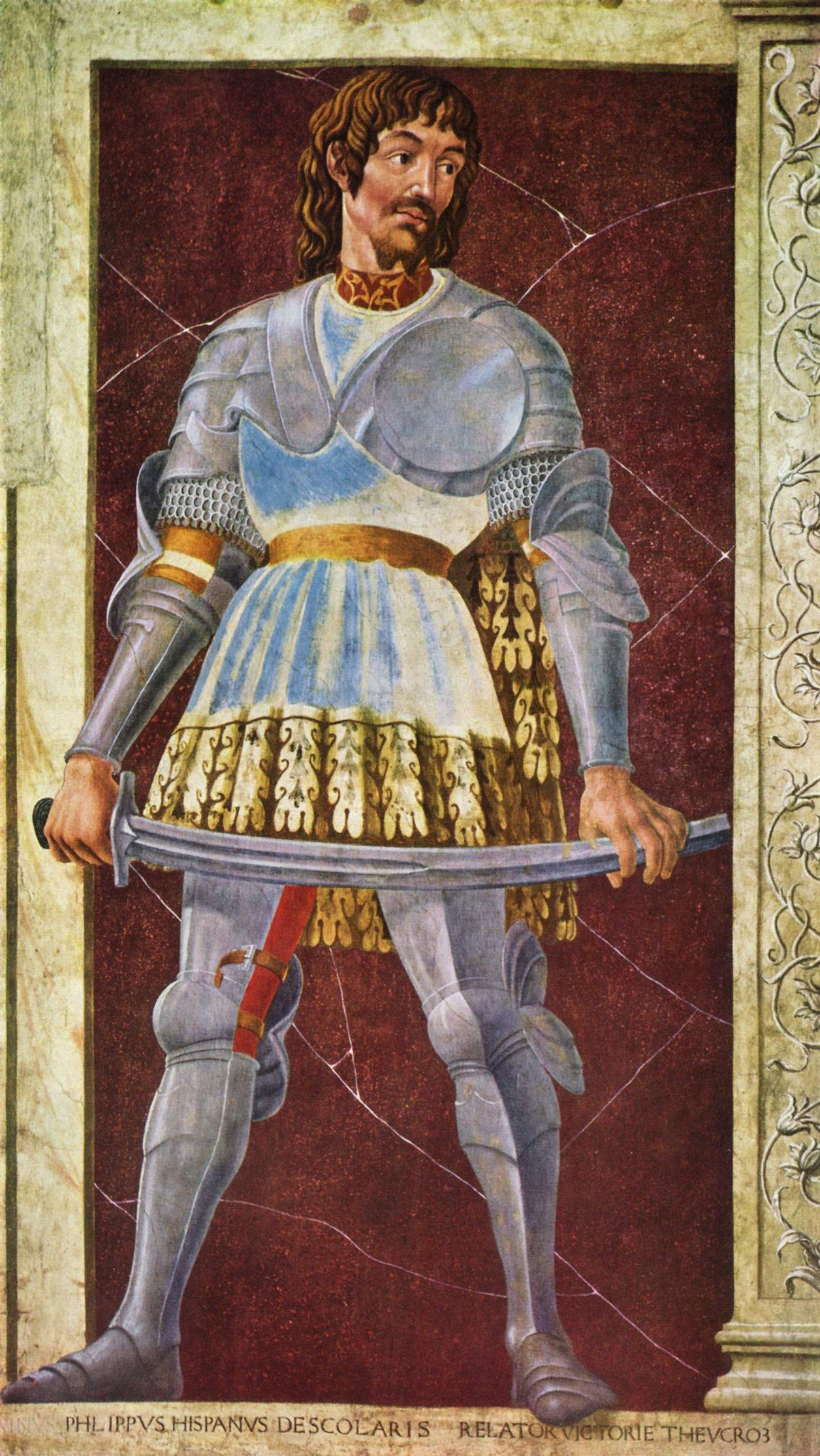
Kondotiér Pippo Spano
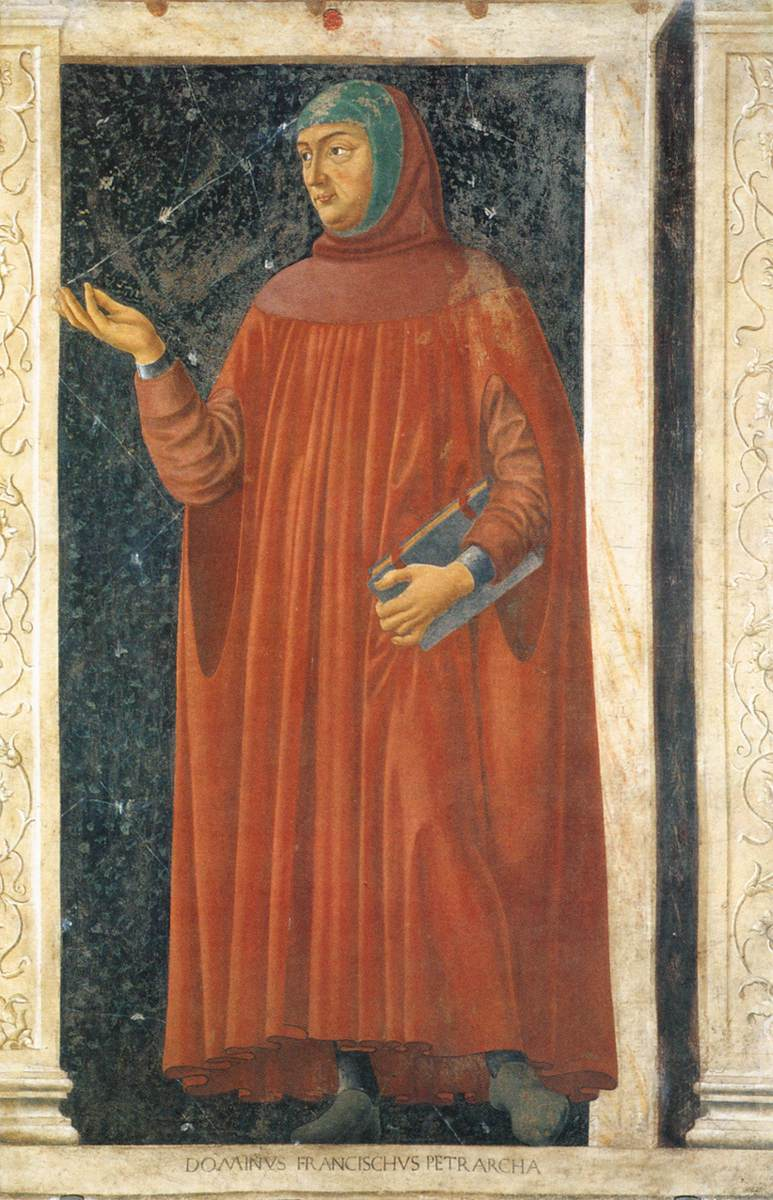
Francesco Petrarca
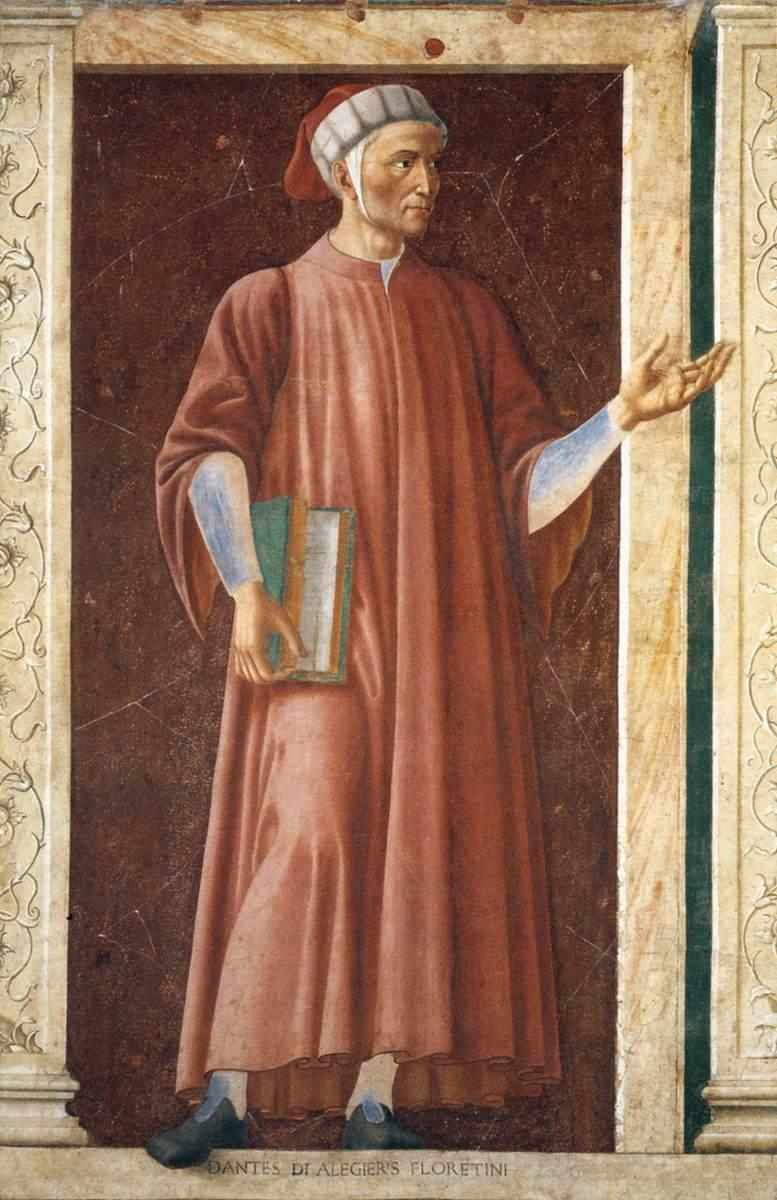
Dante
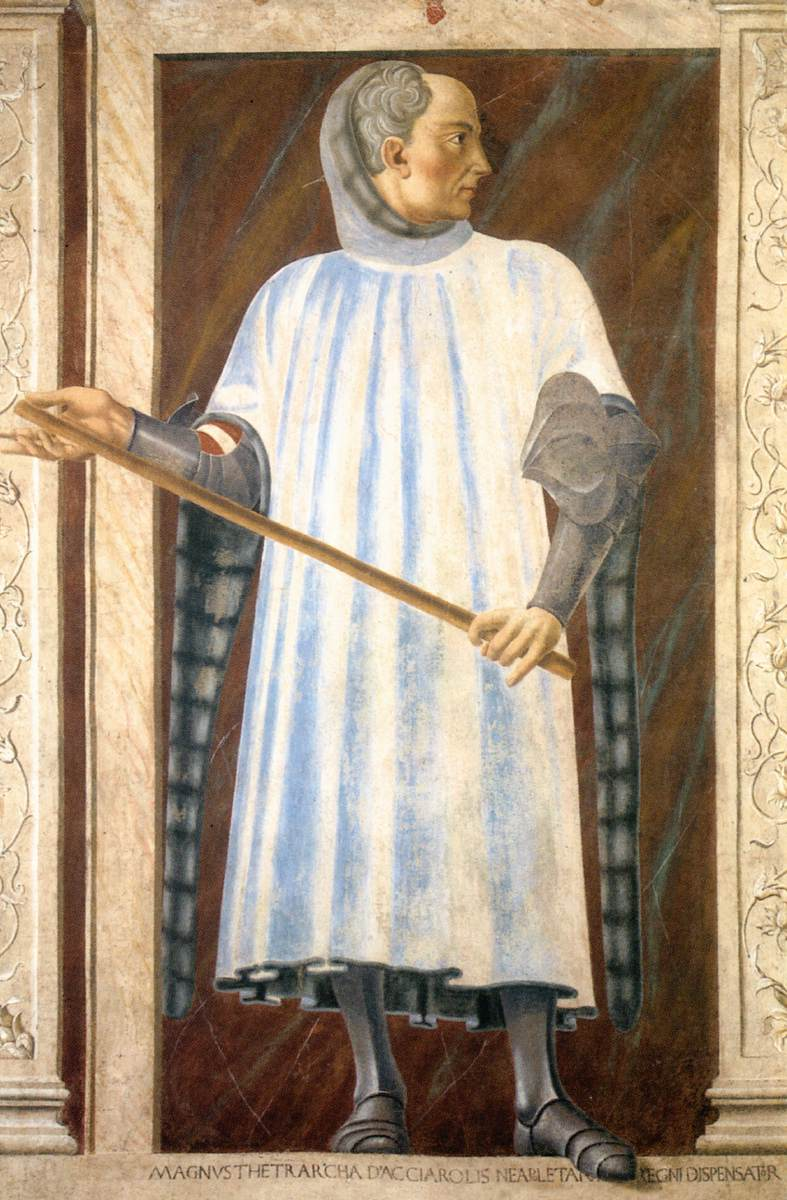
Niccolò Acciauoli
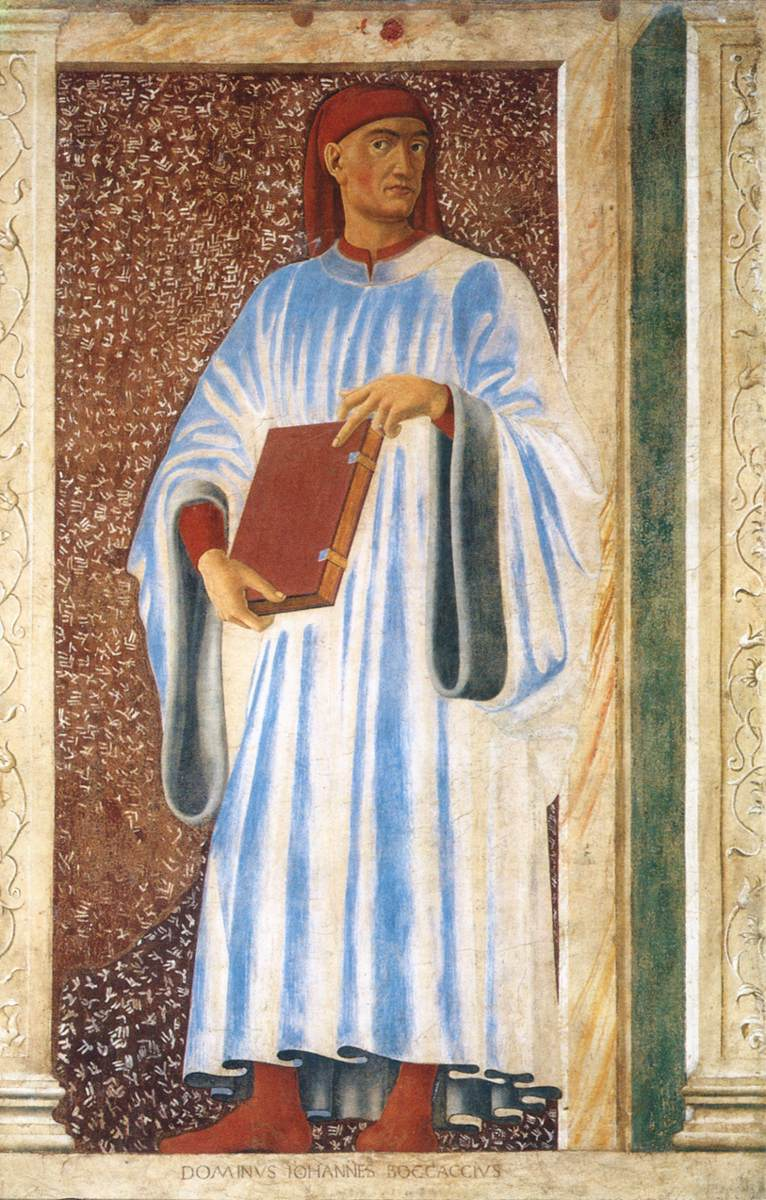
Giovanni Boccaccio
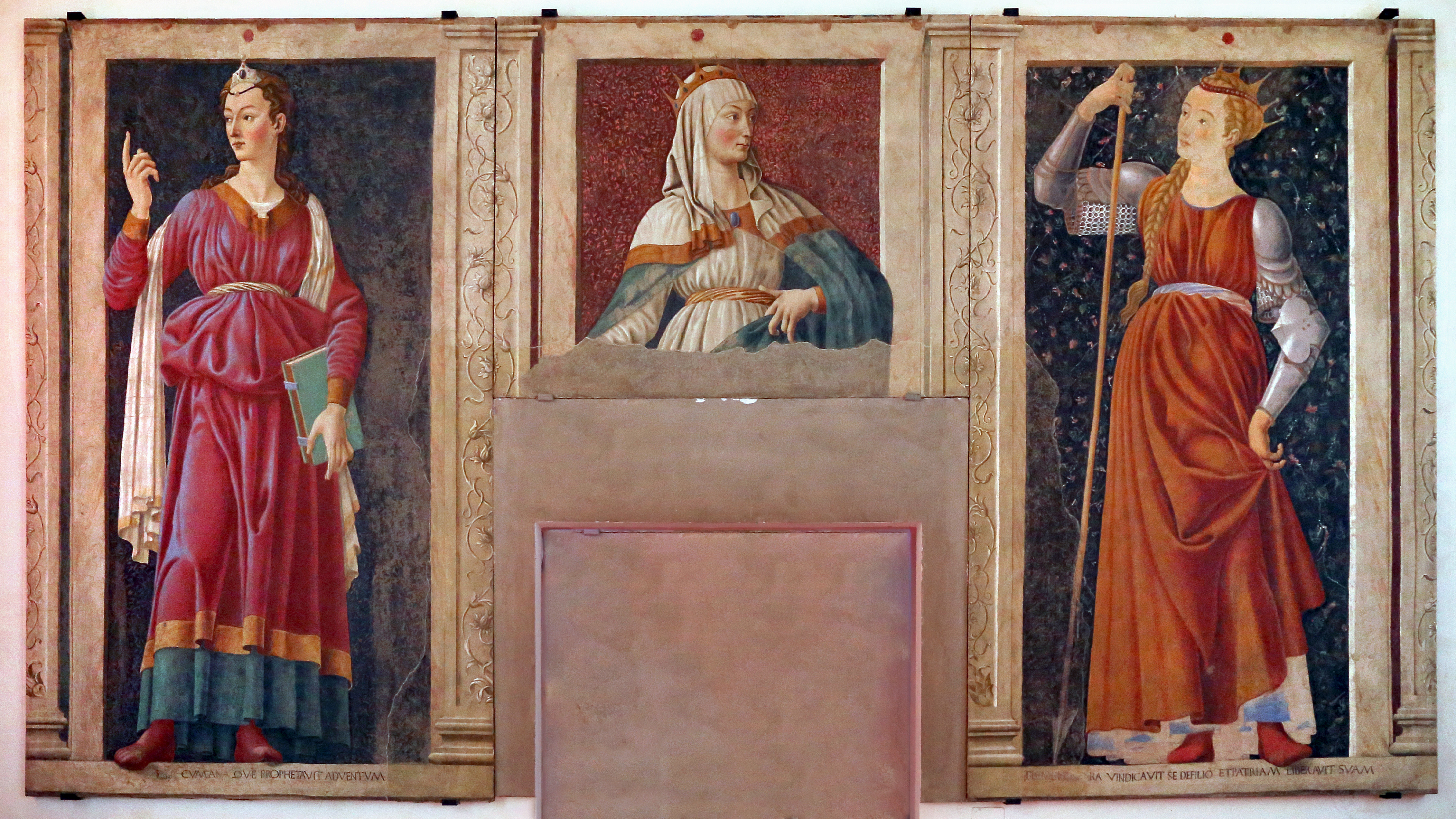
panely kolem krbu: Kumská sibyla, Královna Ester a královna Tomyris
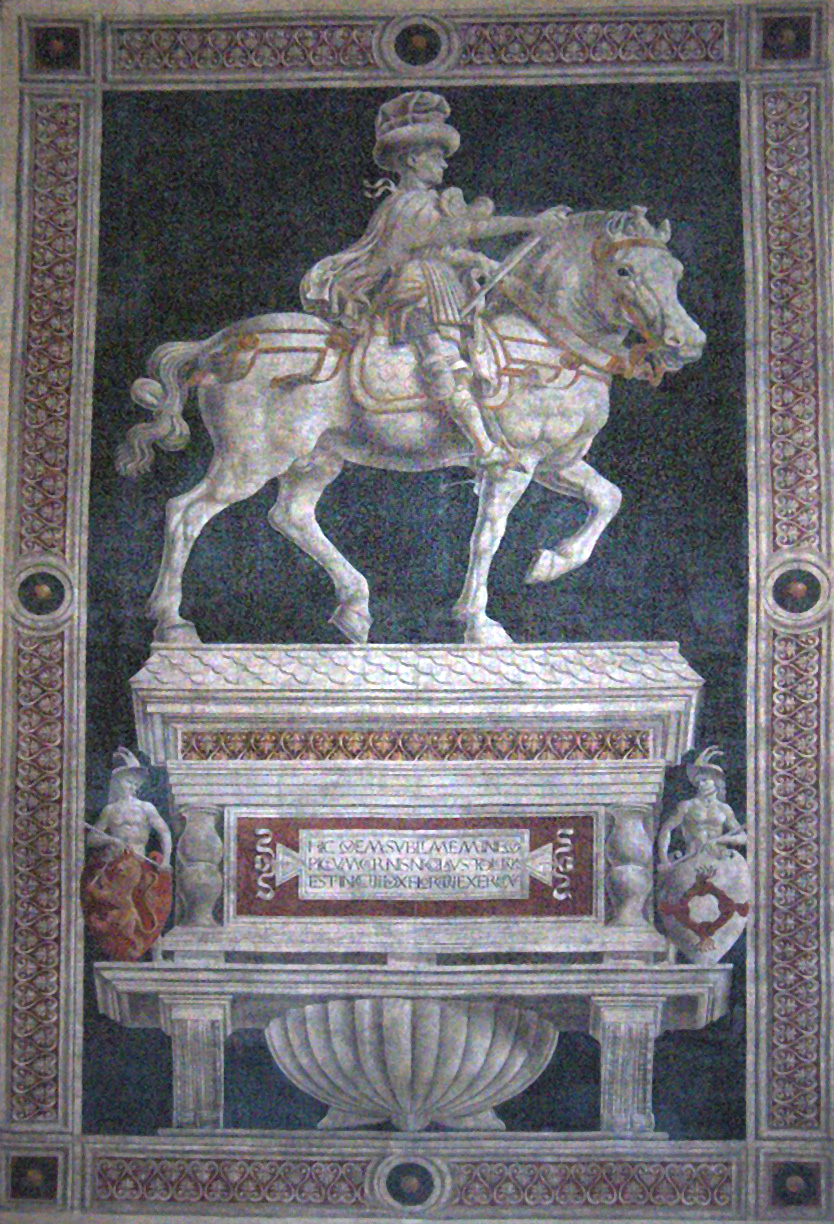
Niccolò da Tolentino (1456)
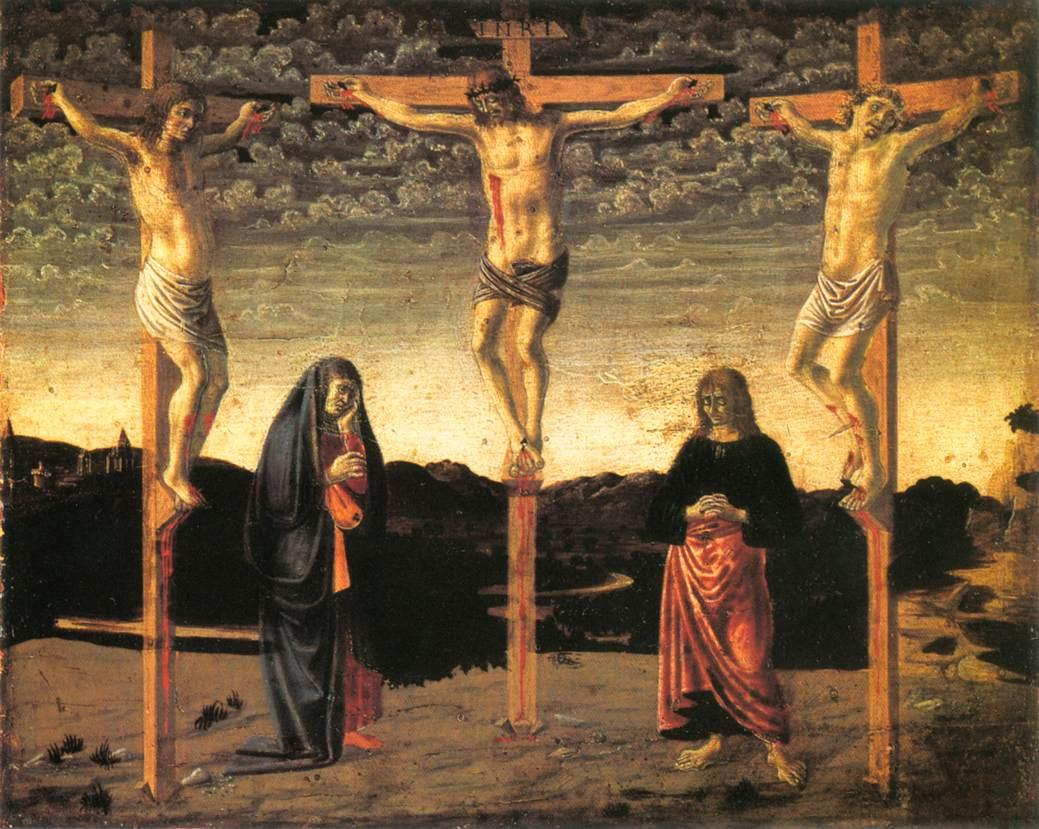
Ukřižování se třemi kříži za soumraku